# Sugbongcogon
Sugbongcogon is een gemeente in de Filipijnse provincie Misamis Oriental op het eiland Mindanao. Bij de laatste census in 2007 had de gemeente ruim 8 duizend inwoners.

## Geografie

### Bestuurlijke indeling
Sugbongcogon is onderverdeeld in de volgende 10 barangays:
| - Alicomohan - Ampianga - Kaulayanan - Kidampas - Kiraging | - Mangga - Mimbuahan - Poblacion - Santa Cruz - Silad |

## Demografie
Sugbongcogon had bij de census van 2007 een inwoneraantal van 8.164 mensen. Dit zijn 802 mensen (10,9%) meer dan bij de vorige census van 2000. De gemiddelde jaarlijkse groei komt daarmee uit op 1,44%, hetgeen lager is dan het landelijk jaarlijks gemiddelde over deze periode (2,04%). Vergeleken met de census van 1995 is het aantal mensen met 1.207 (17,3%) toegenomen.

De bevolkingsdichtheid van Sugbongcogon was ten tijde van de laatste census, met 8.164 inwoners op 26,5 km², 308,1 mensen per km².